# 来来飯店
『来来飯店』（らいらいはんてん）は、2009年4月3日から2010年12月24日まで群馬テレビで放送されていた情報バラエティ番組である。

## 概要
群馬テレビ第2スタジオに観客を招いて行われていた生放送の公開番組。司会はエレファントジョンが務めていた。また、関あっし（後のせきあっし）がその他のレギュラーとして出演していた。
番組は2009年3月27日に前夜祭放送を行った後、同年4月3日にレギュラー放送を開始した。
2010年10月1日放送分をもって映像がハイビジョン化された。

## 放送時間
いずれも日本標準時。

### 本放送
- 金曜 17:00 - 17:30 （2009年4月3日 - 2010年12月17日） - 2009年3月27日の前夜祭もこの時間帯に放送。
- 金曜 17:00 - 17:55 （2010年12月24日）

### 再放送
- 金曜 22:00 - 22:30 （2009年4月3日 - 2010年12月17日）、土曜 9:30 - 10:00 （2009年10月10日 - 2010年12月18日）
- 金曜 22:00 - 22:55 （2010年12月24日）

## コーナー
- 行ってみ菜菜
- 特製ヤッチャー飯
- 週刊エンタン麺